# Mauno Koivisto
Mauno Henrik Koivisto GColIH (Turku, 25 de novembro de 1923 — Helsínquia, 12 de maio de 2017) foi um banqueiro e político finlandês, nono presidente da Finlândia entre 1982 e 1994. Ele também foi primeiro ministro nos períodos 1968–1970 e 1979–1982. Foi o primeiro social democrata eleito para o cargo de presidente em seu país, e foi  o ex-presidente mais velho vivo.
A 22 de Abril de 1992, recebeu o Grande-Colar da Ordem do Infante D. Henrique de Portugal.